# نادي فولفسبيرغر
نادي فولفسبيرغر الرياضي (Riegler & Zechmeister Pellets Wolfsberger Athletik Club) هو نادي كرة قدم نمساوي، تأسس سنة 1931.